# Mikael Sundström
Pour les articles homonymes, voir Sundström.
Mikael Sundström, né le 10 septembre 1957 et décédé le 23 janvier 2001, était un pilote automobile finlandais de rallyes.

## Biographie

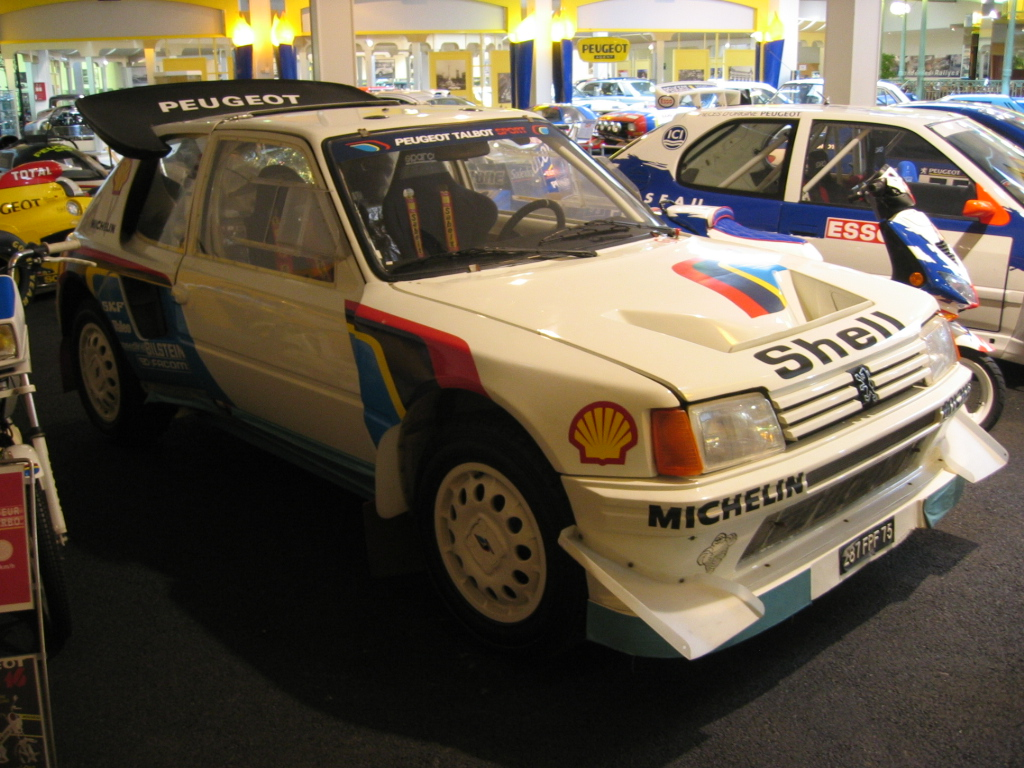
Peugeot 206Turbo16 du Groupe B.

Il débuta la compétition automobile internationale en 1979 au rallye Arctique sur Chrysler Avenger, et la termina en 1993, toujours au rallye Arctique (sur Mazda 323 GTX).
En 1986 il effectua une saison complète en championnat de Grande-Bretagne, terminant 5e de ce dernier, en tant que pilote d'usine Peugeot UK.
Il participa à 28 épreuves en championnat mondial de 1979 et 1992, dont 17 en Scandinavie et 9 en Grande-Bretagne. Il termina 4e du RAC Rally en 1986 sur Peugeot 205 Turbo 16 E2 du Groupe B, avec Voitto Silander pour navigateur, ainsi que du rallye de Nouvelle-Zélande en 1992, avec Jakke Honkanen, sur Lancia Delta Integrale du Groupe N. Il engrangea un total de 24 points et remporta 11 E.S. Entre 1985 et 1986 il fut pilote officiel de l'équipe Peugeot Talbot Sport, lors du RAC Rally. Il le fut également pour le constructeur Mazda, et Juha Repo fut l'un de ses copilotes, en 1989 et 1990.
Il engagea par la suite sa propre équipe en championnat national, mais décéda prématurément d'une crise cardiaque à l'âge de 43 ans.

## Palmarès

### Titres
- Champion de Finlande du (grand) Groupe A: 1987, 1988 et 1989, sur Mazda 323 4WD
- Champion de Finlande du Groupe 1 + A: 1983, sur Opel Ascona et Ford Escort RS
- Champion de Finlande du Groupe 1: 1980, sur Ford Escort RS

### Victoire en P-WRC
- Rallye de Nouvelle-Zélande: 1992 (sur Lancia Delta Integrale 16v)

### 7 victoires en ERC
- Rallye Arctique: 1987, 1991 et 1993 (Mazda 323 4WD), (2e en 1982 et 1989)
- Rallye d'Écosse: 1986 (Peugeot 205 T16)
- Rallye Hanki: 1989 et 1990 (Mazda 323 4WD)
- Rallye de Tchéquie (Barum): 1990 (Mazda 323 4WD), (2e en 1991)